# Roman Harper
Roman Harper (Prattville, 11 dicembre 1982) è un giocatore di football americano statunitense che milita nel ruolo di safety nella National Football League (NFL) e dal 2016 è free agent. Fu scelto nel corso del secondo giro (43º assoluto) del draft NFL 2006 dai New Orleans Saints. Al college giocò a football all'Università dell'Alabama.

## Carriera professionistica

### New Orleans Saints
Harper fu scelto nel corso del secondo giro del Draft 2006 dai New Orleans Saints. Dopo essere stato scelto, Roman si guadagnò il ruolo di strong safety titolare, mantenuto fino alla settimana 5 della sua stagione da rookie quando subì un infortunio che pose alla fine alla sua annata. Il 10 ottobre 2006 fu inserito in lista infortunati.
Nelle stagioni 2007 e 2008 giocò tutte le partite stagionali tranne una, sempre come titolare, totalizzando rispettivamente 90 e 89 tackle.
Nella stagione 2009, Harper stabilì il proprio primato in carriera con 102 tackle, venendo convocato per il suo primo Pro Bowl. I Saints iniziarono la stagione vincendo le prime 13 partite consecutive, prima di perdere le ultime tre. La possibilità di saltare il turno delle wild card si rivelò di gran beneficio per la squadra, che poté ritemprarsi dopo il difficile finale di stagione regolare. Nel division round dei playoff, i Saints superarono i Cardinals 41-14 e nella finale della NFC i Minnesota Vikings per 31-28 nei tempi supplementari.  Il 7 febbraio 2010, i Saints sconfissero i favoriti Indianapolis Colts nel Super Bowl XLIV disputato a Miami e Roman si laureò per la prima volta campione NFL. Nella partita, Harper mise a segno 7 tackle.
Nella stagione 2010, Harper terminò con 98 tackle su 15 partite disputate, tutte come titolare, venendo convocato per il secondo Pro Bowl consecutivo. I Saints campioni in carica non riuscirono a bissare il titolo dell'anno precedente a causa dell'eliminazione nel turno delle wild card per mano dei Seattle Seahawks.
Nell'annata 2011, Roman disputò come titolare tutte le 16 gare stagionali, con 95 tackle e un record in carriera di 7,5 sack. I Saints terminarono con un record di 13-3 vincendo la propria division. Nei playoff batterono i Detroit Lions prima di essere eliminati nel divisional round dai San Francisco 49ers.
Dopo che nel 2013 Harper fece registrare 39 tackle e 1 intercetto, il 13 febbraio 2014 fu svincolato dai Saints.

### Carolina Panthers
Il 15 marzo 2014, Harper firmò coi Carolina Panthers un contratto biennale del valore di 4,5 milioni di dollari, inclusi 1,5 milioni di bonus alla firma. Nella prima gara con la nuova maglia mise subito a segno un intercetto su Josh McCown nella gara vinta contro i Tampa Bay Buccaneers. Nell'ultima gara dell'anno ritornò un intercetto su Matt Ryan in touchdown, contribuendo alla vittoria che valse il titolo di division per i Panthers e venendo premiato come miglior difensore della NFC della settimana.
Il 7 febbraio 2016, Harper partì come titolare nel Super Bowl 50, dove i Panthers furono sconfitti per 24-10 dai Denver Broncos.

## Palmarès

### Franchigia
- Super Bowl : 1

New Orleans Saints: Super Bowl XLIV
- National Football Conference Championship: 2

New Orleans Saints: 2009
Carolina Panthers: 2015

### Individuale
- Convocazioni al Pro Bowl: 2

2009, 2010
- Difensore della NFC della settimana: 1

17ª del 2014

## Statistiche
| Partite totali      | 108  |
| Partite da titolare | 104  |
| Tackle totali       | 624  |
| Sack                | 17,0 |
| Intercetti          | 7    |
| Fumble forzati      | 14   |

Statistiche aggiornate alla stagione 2013